# 50413 Petrginz
50413 Petrginz è un asteroide della fascia principale. Scoperto nel 2000, presenta un'orbita caratterizzata da un semiasse maggiore pari a 2,7195385 UA e da un'eccentricità di 0,1703040, inclinata di 9,95066° rispetto all'eclittica.